# Geórgios Çolakoğlu
Georgios Tsolakoglu (en griego: Γεώργιος Τσολάκογλου) fue un militar y político griego, nacido en Rentina, en la prefectura de Karditsa en abril de 1886 y fallecido en una prisión en Atenas el 22 de mayo de 1948.
Aunque alcanzó el grado de general y estuvo presente en los principales conflictos bélicos de la Historia de Grecia, destacó especialmente por el hecho de haber sido primer ministro en el Gobierno griego colaboracionista con el Tercer Reich durante la ocupación alemana de Grecia en la Segunda Guerra Mundial.

## Primeros años
Georgios Tsolokaglu nació en la localidad de Rentina, situada en la prefectura de Karditsa, en abril de 1886.

## Carrera militar
Tras salir licenciado de una Escuela Militar con el grado de cadete, tomó parte, como militar de carrera, en los diversos conflictos en los que se vio envuelta Grecia durante su carrera militar.
Participó así en las Guerras de los Balcanes (tanto en la Primera como en la Segunda), en la Primera Guerra Mundial, en la expedición de los Aliados en 1919 en Ucrania y en la Guerra Greco-Turca de 1919 a 1922, con la campaña en Anatolia y Esmirna. Simultáneamente iba acumulando ascensos en su carrera militar.

## Segunda Guerra Mundial

### Guerra Greco-Italiana
En 1940, cuando la Italia de Mussolini atacó Grecia (Guerra Greco-Italiana), metiendo así al país en la Segunda Guerra Mundial, Tsolakoglu se hallaba al mando del III Cuerpo de Ejército, desplegado en el Epiro. Durante los combates los griegos consiguieron rechazar a los italianos hasta más allá de la frontera de Albania, en esos momentos ocupada por Italia, penetrando así a su vez las tropas griegas en Albania.

### Operación Marita
Cuando el 6 de abril de 1941 la Wehrmacht invadió Grecia mediante la Operación Marita, las tropas de Tsolakoglu no recibieron el ataque, pero tras la toma de Salónica el 9 de abril por la 2.ª División Panzer, Tsolakoglu ordenó desde el 12 de abril que sus tropas no resistiesen la invasión, permitiendo así que los alemanes enviasen una columna motorizada y conquistasen el vital paso existente en Metsovo el 18 de abril, tomando ese mismo día Ioánina y cercando a las tropas griegas que resistían el avance alemán en la zona del mar Egeo con ayuda de tropas británicas, que se vieron así rebasadas por un flanco que creían cubierto por las tropas de Tsolakoglu.

### Rendición de Grecia
El 20 de abril, Tsokaloglu, con la cooperación del comandante del I Cuerpo de Ejército, teniente general Panagiotis Demestichas, y del comandante del II Cuerpo de Ejército, teniente general Georgios Bakos, destituyó y reemplazó al general Ioanis Pitsikas, quien era el jefe del Ejército griego desplegado en el Epiro (el Ejército del Epiro). Inmediatamente después envió mensajeros a los alemanes para proponer la rendición de todo el Ejército del Epiro. Ese mismo día firmó los protocolos de la rendición con Josef Sepp Dietrich, comandante de la Brigada de las SS Leibstandarte SS Adolf Hitler.
Así, a despecho de las incesantes peticiones de Aléxandros Papagos, el comandante en jefe del Ejército griego, en el sentido de que prolongase la resistencia de sus unidades, Tsolakoglu lo que hizo fue firmar la rendición a los alemanes de todo el Ejército griego. En el protocolo de rendición no se hacía mención de Italia, el socio de Alemania en la guerra, en forma deliberada, ya que los griegos entendían que ellos habían derrotado a los italianos en Albania. Sin embargo, ante la insistencia personal de Adolf Hitler, el 29 de abril se firmó un nuevo protocolo de rendición en Salónica en presencia de representantes italianos, que firmaron igualmente.

### Gobierno colaboracionista
El 30 de abril de 1941, los alemanes nombraron a Tsolakoglu jefe de un gobierno de signo colaboracionista, ocupando dicho cargo hasta el 2 de diciembre de 1942, momento en que dimitió y fue sustituido por Konstantinos Logothetopoulos, que se convirtió en el segundo primer ministro colaboracionista. Logothetopoulos sería sustituido también por Ioannis Rallis.

### Posguerra
Tras la guerra, Tsolakoglu fue juzgado por traición y condenado a pena de muerte; sin embargo, la condena fue modificada por la de cadena perpetua, con lo que Tsolakoglu falleció en una celda de una prisión de Atenas en mayo de 1948.
| Predecesor: Emmanouil Tsouderos (Gobierno en el exilio desde el 29 de abril de 1941) | Primer ministro del Gobierno griego colaboracionista 30 de abril de 1941 - 2 de diciembre de 1942 | Sucesor: Konstantinos Logothetopoulos |
| Predecesor: Teniente General Ioannis Pitsikas                                        | Comandante en jefe del Ejército del Epiro 20 de abril de 1941 - 20 de abril de 1941               | Sucesor: Disuelto                     |
| Predecesor: Ioannis Pisikas                                                          | Comandante en jefe del III Cuerpo de Ejército 1941 - 20 de abril de 1941                          | Sucesor: Disuelto                     |